# Grande Otelo
 (mars 2023).
Si vous disposez d'ouvrages ou d'articles de référence ou si vous connaissez des sites web de qualité traitant du thème abordé ici, merci de compléter l'article en donnant les références utiles à sa vérifiabilité et en les liant à la section « Notes et références ».

Sebastião Bernardes de Souza Prata, connu sous le nom de scène Grande Otelo, né le 18 octobre 1915 à Uberlândia dans l’État du Minas Gerais et mort le 26 novembre 1993 à l'aéroport de Paris-Charles-de-Gaulle, en France, est un acteur, chanteur, producteur et compositeur brésilien et est une personnalité majeure du music-hall, du théâtre, du cinéma et de la télévision au Brésil. Il fait ses armes de comédien dans des revues, participant ensuite à plusieurs films brésiliens à succès, dont de célèbres comédies des décennies 1940 et 1950 et s’affirme comme une des grandes vedettes de la chanchada. Il joue souvent et jusqu'en 1954 en partenariat avec Oscarito (pt) et apparaît aussi dans plusieurs productions cinématographiques à distribution internationale, comme Fitzcarraldo, de Werner Herzog, et Bahia de tous les saints, de Nelson Pereira dos Santos.

## Biographie

### Origine et jeunesse
Comme tant d’autres Afro-Brésiliens, son enfance est difficile. Son père est mort poignardé et sa mère est alcoolique. Devenu tôt orphelin, il fuit les familles qui veulent l'adopter, mais trouve sa destinée grâce à la scène. Ainsi, alors qu’il vit encore dans sa ville minière natale d’Uberlândia, il rencontre une troupe de théâtre mambembe (ce qui désigne au Brésil une troupe de rue et/ou itinérante) et décide de la suivre, avec le consentement du directeur de celle-ci, Abigail Parecis, qui l’emmène à Sao Paulo. Fuguant à nouveau, il se retrouve à comparaître dans un tribunal pour mineur, avant d’être adopté par la famille du politicien Antonio de Queiroz. Il peut alors étudier jusqu'au troisième degré au Liceu Coração de Jesus (pt), dans le bairro (quartier) des Campos Elíseos (pt) à Sao Paulo.

### Carrière
Il participe dès les années 1920 à la compagnie Negra de Revistas, où le maestro Pixinguinha exerce son art. 

C’est en 1932 qu’il rejoint la compagnie Jardel Jercolis, pionnière au Brésil du théâtre de revue. C’est à cette époque qu’il adopte son nom de scène : en raison de sa couleur de peau et de sa petite taille, ses amis comédiens le surnomment « Petit Othello », en référence au héros shakespearien africain de la tragédie Othello ou le Maure de Venise. Par défi et voulant être reconnu comme le plus grand acteur, il décide d’être pour la suite de sa carrière le Grande Otelo (le « Grand Othello »). Artiste complet, il joue à Sao Paulo et Rio de Janeiro, tant dans des revues que des pièces de théâtre ou des spectacles musicaux. Mais c’est le cinéma qui lui apporte la célébrité.

Grande Otelo (à droite) et Vera Regina.

Son premier rôle à l'écran est dans le film Noites cariocas (titré en espagnol Noches cariocas (es)) sorti en 1935, une coproduction brésilo-argentine réalisée par Enrique Cadícamo. Il enchaîne ensuite les comédies à succès comme Futebol em Família (pt) (1939) et Laranja da China (pt) (1940). En 1942, il rencontre Orson Welles, venu tourner au Brésil It's All True qu'il n’achèvera pas (mais dont néanmoins des prises de vue seront utilisées pour la confection d'un documentaire sorti en 1993). Malgré l'avortement de ce projet, les deux hommes resteront amis. Welles considère Grande Otelo comme le plus grand acteur brésilien. Celui-ci devient une immense vedette, notamment grâce au duo comique qu’il forme avec Oscarito pour la compagnie Atlântida Cinematográfica (pt). Son registre est très large et ne se limite pas aux rôles burlesques. Son interprétation dans Também Somos Irmãos, film réalisé par José Carlos Burle et sorti en 1949 — une des premières œuvres cinématographiques abordant frontalement le problème du racisme — est considérée comme magistrale.

Après Oscarito, il forme un nouveau duo avec le comique pauliste Ankito (pt). À la fin des années 1950, Grande Otelo est associé à divers spectacles musicaux ainsi qu'à des films avec Vera Regina, une grande femme noire ressemblant à la célèbre franco-américaine Josephine Baker. À la fin de ce partenariat, Grande Otelo traverse une période de moindre succès auprès du grand public, devenant cependant dans les années 1960 — dans un registre plus sombre et exigeant — un acteur fétiche du Cinema Novo, jusqu’à ce qu’il renoue avec le succès au cinéma avec sa performance comme personnage principal de Macunaïma, film sorti en 1969 et réalisé par Joaquim Pedro de Andrade, basé sur le roman éponyme de Mario de Andrade.

Il participe également à plusieurs films de réalisateurs non-brésiliens, ainsi Otalia de Bahia de Marcel Camus, sorti en 1976, Fitzcarraldo de Werner Herzog, filmé dans la forêt amazonienne et sorti en 1982, où il interprète le chef de la gare fantôme et Bahia de tous les saints, de Nelson Pereira dos Santos, sorti en 1986, où figurent également dans la distribution les acteurs français Raymond Pellegrin, Catherine Rouvel et Julien Guiomar.

Parallèlement à ses tournages pour le cinéma, Grande Otelo est, à partir des années 1960, en contrat avec TV Globo, chaîne pour qui il joue dans plusieurs feuilletons à succès, tels que Uma Rosa com Amor. Il participe également à l’Escolinha do Professor Raimundo (pt) au début des années 1990, un des programmes phares de la télévision brésilienne. Son dernier rôle est pour la telenovela Renascer (pt), peu de temps avant sa mort.
Ami de l'écrivain Jorge Amado, il a avec lui participé à des luttes pour la démocratie au Brésil et la reconnaissance des droits des Noirs.

### Mort
Grand Otello meurt d’une crise cardiaque à l'aéroport de Paris-Charles-de-Gaulle, alors qu’il y était de passage avant de se rendre au Festival des trois continents à Nantes, qui devait lui rendre hommage dans le cadre d'un programme sur « La négritude au cinéma ». Il est enterré au cimetière São Pedro à Uberlandia, sa ville natale. Une gigantesque procession de ses compatriotes en deuil accompagne sa dépouille.
Son visage a été utilisé pour donner les traits à la statuette du Grande Prêmio do Cinema Brasileiro.

## Filmographie

### À la télévision
- 1961 : Gabriela, Cravo e Canela (pt) : Tuísca (série télévisée)
- 1970 : Keine Zeit für Abenteuer : Pele (série télévisée)
- 1971 : Bandeira 2 (pt) : Zé Catimba (série télévisée, 1 épisode)
- 1971 : Meus Filhos  (téléfilm)
- 1972 : Uma Rosa Com Amor (pt)  : Pimpinoni (série télévisée, 1 épisode)
- 1973 : Fogo Morto (pt)  (téléfilm)
- 1974 : O Professor Vai Embora  (téléfilm)
- 1975 : Bravo! (pt)  : Malaquias (série télévisée, 1 épisode)
- 1977 : Espelho Mágico (pt)  (série télévisée)
- 1978 : Maria, Maria (pt) : Garimpeiro (série télévisée, 1 épisode)
- 1979 : Feijão Maravilha (pt) : Benevides (série télévisée, 1 épisode)
- 1982 : Chico Anysio Show (pt) : Eustáquio (série télévisée)
- 1986 : Sinhá Moça (pt)  : Justo (série télévisée, 167 épisodes)
- 1987 : Mandala (pt) : Jonas Caetano (série télévisée)
- 1989 : República : Patápio dos Prazeres (mini-série télévisée)
- 1990 : Escolinha do Professor Raimundo (pt) : Eustáquio (série télévisée)
- 1991 : Estados Anysios de Chico City (pt)  (série télévisée)

### Au cinéma
- 1936 : João Ninguém (pt)
- 1936 : Noites Cariocas (es) d'Enrique Cadícamo
- 1939 : Futebol em Família (pt) : Gibi
- 1939 : Onde Estás Felicidade? (pt) : Sebastião
- 1940 : Laranja da China (pt) : Boneco de Piche
- 1940 : Pega Ladrão : ?
- 1941 : A Sedução do Garimpo
- 1941 : Céu azul (pt) : Chocolate
- 1942 : Astros em Desfile (court métrage)
- 1943 : Caminho do Céu (pt)
- 1943 : Moleque Tião (pt) : Tião
- 1943 : Samba em Berlim (pt)
- 1944 : Berlim na Batucada (pt)
- 1944 : Romance Proibido (pt) : Molecote
- 1944 : Tristezas Não Pagam Dívidas (pt)
- 1945 : Não Adianta Chorar (pt)
- 1945 : O Gol da Vitória : Laurindo
- 1946 : Fantasma Por Acaso (pt)
- 1946 : Segura Esta Mulher : Olho Vivo
- 1947 : Este Mundo É um Pandeiro
- 1947 : Luz dos Meus Olhos (pt)
- 1948 : É Com Este Que Eu Vou (pt) : Lamparina
- 1948 : E o Mundo se Diverte
- 1949 : Carnaval no Fogo (pt)
- 1949 : O Caçula do Barulho de Riccardo Freda
- 1949 : Também Somos Irmãos (pt) : Moleque Miro
- 1949 : Terra Violenta (pt)
- 1950 : Aviso aos Navegantes (pt) : Azulão
- 1950 : Não É Nada Disso
- 1952 : Barnabé Tu És Meu : Abdula
- 1952 : Carnaval Atlântida (pt) : Assistant
- 1952 : Três Vagabundos : Rapadura - Milk Shake
- 1953 : Amei um Bicheiro (pt) : Passarinho
- 1953 : A Dupla do Barulho (pt) : Tião de Carlos Manga
- 1954 : Malandros em Quarta Dimensão (pt)
- 1954 : Matar ou Correr (pt) : Ciscocada
- 1954 : Nem Sansão Nem Dalila (pt)
- 1955 : Paixão nas Selvas (pt)
- 1956 : De Pernas Pro Ar (pt) : Faísca
- 1956 : Depois Eu Conto (pt) : Veludo
- 1957 : A Baronesa Transviada (pt) : Benedito
- 1957 : Com Jeito Vai : Feijão
- 1957 : Metido a Bacana : Coalhada
- 1957 : Pé na Tábua (pt) : Cabeleira
- 1957 : Rio, zone Nord (Rio, Zona Norte) de Nelson Pereira dos Santos : Espírito da Luz
- 1958 : É de Chuá! (pt) : Laurindo
- 1958 : E o Bicho não Deu (pt) : Jujuba
- 1959 : Garota Enxuta (pt) : Otelo
- 1959 : Mujeres de fuego
- 1959 : Mulheres à Vista : Josafá
- 1959 : Pistoleiro Bossa Nova (pt) : Bartolomeu
- 1960 : Vai que É Mole de J. B. Tanko : Brancura
- 1961 : O Homem Que Roubou a Copa do Mundo (pt)
- 1961 : Um Candango na Belacap (pt) : Emanuel Davis Júnior
- 1962 : Assalto ao Trem Pagador (pt) : Cachaça
- 1962 : Os Cosmonautas (pt) : Zenóbio
- 1962 : Os Três Cangaceiros (pt) : Mundico
- 1963 : Quero Essa Mulher Assim Mesmo
- 1965 : Crônica da Cidade Amada (pt) (segment "Um Pobre Morreu")
- 1965 : Samba (en) : Freitas
- 1966 : Em Ritmo Jovem
- 1967 : Les Amants de la mer : Focinho
- 1967 : Une rose pour tous (non crédité)
- 1968 : A Doce Mulher Amada : Leo
- 1968 : Enfim Sós... Com o Outro : Anael
- 1968 : Massacre no Supermercado : Ze Gatinho
- 1968 : Os Marginais (pt) (segment "Papo Amarelo")
- 1969 : L'Alibi : Tranviere d'Adolfo Celi, Vittorio Gassman et Luciano Lucignani (comme Grande Otello)
- 1969 : Les  Héritiers (Os Herdeiros) : Américo
- 1969 : Macunaïma de Joaquim Pedro de Andrade : Macunaïma noir - le fils de Macunaïma
- 1970 : A Família do Barulho
- 1970 : Não Aperta, Aparício
- 1970 : O Donzelo (pt) : The Taxi Driver
- 1970 : Se Meu Dólar Falasse (pt) : Tisiu
- 1971 : O Barão Otelo no Barato dos Bilhões (pt) : João Otelo dos An
- 1972 : Cassy Jones, o Magnífico Sedutor (pt)
- 1973 : O Negrinho do Pastoreio (pt) : Negrinho
- 1973 : O Rei do Baralho
- 1974 : A Estrela Sobe
- 1975 : A Transa do Turfe : Escovador
- 1975 : As Aventuras de Um Detetive Português : Souza
- 1975 : Deixa, Amorzinho... Deixa
- 1975 : Ladrão de Bagdá, O Magnífico (pt)
- 1976 : Carioca tigre : Omero
- 1976 : O Flagrante
- 1976 : Otalia de Bahia (Os Pastores da Noite) de Marcel Camus : Artur
- 1976 : Tem Alguém na Minha Cama
- 1977 : A Força do Xangô
- 1977 : Ladrões de Cinema (pt)
- 1977 : Ouro Sangrento
- 1977 : Ultimatum (Lúcio Flávio, o Passageiro da Agonia) de Héctor Babenco : Dondinho
- 1978 : A Noite dos Duros (pt)
- 1978 : A Noiva da Cidade (pt)
- 1978 : Agonia
- 1978 : As Aventuras de Robinson Crusoé (pt) : Sexta-Feira
- 1980 : Asa Branca: Um Sonho Brasileiro (pt)
- 1982 : Fitzcarraldo : Station master (comme Grande Othelo)
- 1982 : O Homem do Pau-Brasil (pt) : Tovalu
- 1983 : Parahyba Mulher Macho (pt)
- 1984 : Quilombo : Babá
- 1985 : Running Out of Luck (en)
- 1986 : Exu-Piá, Coração de Macunaíma
- 1986 : Bahia de tous les saints (Jubiabá) de Nelson Pereira dos Santos : Jubiabá
- 1986 : Nem Tudo é Verdade
- 1987 : Brasa Adormecida (pt)
- 1988 : Natal da Portela (pt) : Seu Napoleão
- 1989 : A Paz É Dourada
- 1989 : Jardim de Alah (pt)
- 1990 : Boca de Ouro (pt) de Walter Avancini